# مسجد حاجی میراب
مسجد حاجی میرآب مربوط به دوره قاجار است و در شهرستان صدوق، بخش مرکزی، روستای شمسی واقع شده و این اثر در تاریخ ۲۴ اسفند ۱۳۸۳ با شمارهٔ ثبت ۱۱۶۴۳ به‌عنوان یکی از آثار ملی ایران به ثبت رسیده است.